# Bestias de la Reina

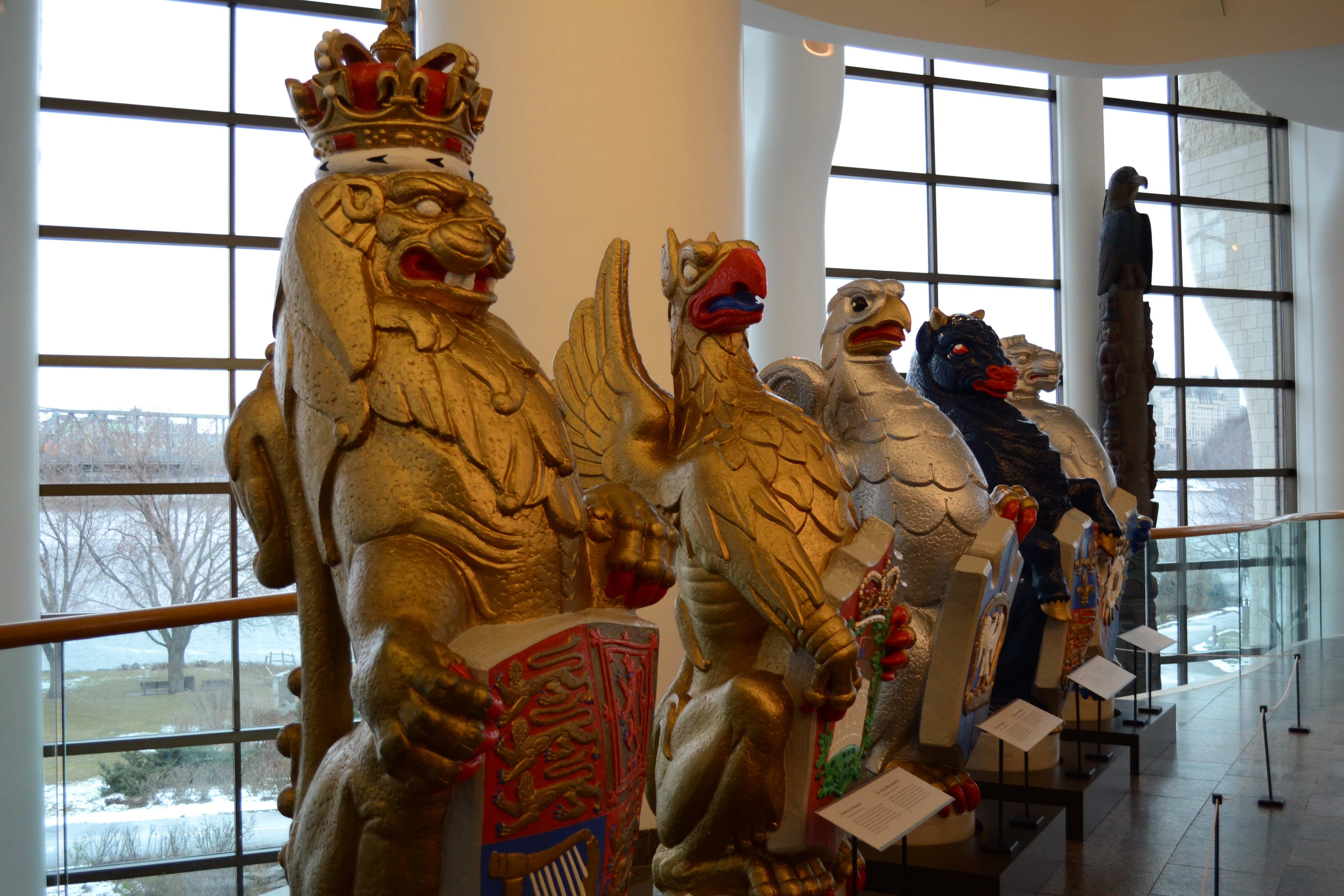
Las Bestias de la Reina originales en el Museo de Historia de Canadá

Las Bestias de la Reina (en inglés: The Queen's Beasts) son 10 estatuas heráldicas que representan la genealogía de la reina Isabel II, representadas como los soportes reales de Inglaterra. Estuvieron frente al anexo occidental temporal de la Abadía de Westminster para la coronación de la Reina en 1953. Cada una de las bestias consiste en una bestia heráldica que sostiene un escudo con una insignia o escudo de armas de una familia asociada con la ascendencia de la reina Isabel II. Fueron encargados por el gobierno británico al escultor James Woodford. Fueron incoloros excepto por sus escudos en la coronación. Cada bestia mide aproximadamente 1,8 metros de altura y pesa alrededor de 320 kilogramos. Están hechas en yeso, por lo que no pueden dejarse expuestas a los elementos. 
En 1959, las bestias fueron trasladadas a Canadá, donde están actualmente en exhibición en el Museo de Historia de Canadá completamente pintadas (trabajo realizado en 1967 con motivo del Centenario de la Confederación Canadiense).
Hay otras estatuas de las Bestias de la Reina, a veces conocidas como las Bestias del Rey, en el Palacio de Hampton Court y los Jardines Kew en Londres, y en el techo de la Capilla de San Jorge, el Castillo de Windsor. En 2016, Royal Mint lanzó una serie de 10 monedas en honor a las bestias.

## Descripción de las bestias
| Nombre                     | Emblema | Explicación histórica | Imagen |
| -------------------------- | ------- | --- | ------ |
| León de Inglaterra         |         | El León de Inglaterra es el león dorado coronado de Inglaterra, que ha sido uno de los soportes del escudo de armas real desde el reinado de Eduardo IV (1461–1483). Muestra un escudo que muestra las armas del Reino Unido como lo han sido desde la entronización de la reina Victoria en 1837. En el primer y último cuartel del escudo están los leones de Inglaterra, tomados del escudo de Ricardo I Corazón de León (1157–1199). El león y la orla decorada de Escocia aparecen en el segundo, y el arpa de Irlanda está en el tercero. |        |
| Galgo blanco de Richmond   |         | El galgo blanco de Richmond era una insignia de Juan de Gante, Earl de Richmond, hijo de Eduardo III. También fue utilizado por Enrique IV y especialmente por Enrique VII. La doble rosa Tudor se puede ver en el escudo, una rosa dentro de otra coronada por una corona. Simboliza la unión de dos de las ramas de la dinastía Plantagenet: York y Lancaster. |        |
| Eale de Beaufort           |         | El Eale era una bestia mítica, supuestamente blanca y cubierta con manchas de oro y capaz de girar cada uno de sus cuernos de forma independiente. Desciende a la Reina a través de Enrique VII, quien la heredó de su madre, Lady Margaret Beaufort. El escudo muestra una puerta de rastrillo coronada por una corona real. La puerta de rastrillo (sin corona) era una insignia de Beaufort, pero fue utilizada por Enrique VII tanto coronado como sin corona.                                                                              |        |
| Dragón rojo de Gales       |         | El dragón rojo era una insignia usada por Owen Tudor, después de la historia del dragón en los terrenos del castillo de Llewelyn el último. Su nieto, Enrique VII, lo tomó como una muestra de su supuesto descenso de Cadwaladr, el último de la línea de Maelgwn. La bestia sostiene un escudo con un león en cada cuarto. Este fue el escudo de armas de Llywelyn ap Gruffydd, el último príncipe nativo de Gales. |        |
| Caballo blanco de Hannover |         | El Caballo Blanco de Hannover se introdujo en el escudo real en 1714 cuando la corona de Gran Bretaña pasó al Elector Jorge de Hannover. Este nieto de Isabel Estuardo, hermana de Carlos I, se convirtió en Jorge I, rey de Gran Bretaña e Irlanda. El escudo muestra a los leones de Inglaterra y al león de Escocia en el primer cuartel, a la flor de lis de Francia en el segundo y al arpa irlandesa en el tercer cuartel. El cuarto cuartel muestra las armas de Hannover.                                                               |        |
| León blanco de Mortimer    |         | El León Blanco de Mortimer desciende a la Reina a través de Eduardo IV. El escudo muestra una rosa blanca rodeada por un sol dorado, conocido heráldicamente como una "rosa blanca en soleil", que en realidad es una combinación de dos distintivos diferentes. Ambos aparecen en los Grandes Sellos de Eduardo IV y Ricardo III, y fueron utilizados por Jorge VI cuando era Duque de York. A diferencia del León de Inglaterra, esta bestia no tiene corona.                                                                                 |        |
| Unicornio de Escocia       |         | Desde finales del siglo XVI, dos unicornios fueron adoptados como soportes del escudo real escocés. En 1603, la corona de Inglaterra pasó a Jacobo VI de Escocia, quien luego se convirtió en Jacobo I de Inglaterra. Tomó como soportes de su escudo real un león coronado de Inglaterra y uno de sus unicornios escoceses. El unicornio sostiene un escudo que muestra las armas reales de Escocia, un león en rampa en una orla decorada, adornado con flores de lis.                                                                        |        |
| Grifo de Eduardo III       |         | El grifo de Eduardo III es una antigua bestia mítica. Fue considerada una criatura benéfica, que significa coraje y fortaleza combinada con tutela, vigilancia, rapidez y visión aguda. Fue estrechamente asociado con Eduardo III, que lo grabó en su sello privado. El escudo muestra la Torre Redonda del Castillo de Windsor (donde nació Eduardo III) con el estandarte real sobre la torreta, rodeado por dos ramas de roble coronadas por la corona real.                                                                                |        |
| Toro negro de Clarence     |         | El Toro Negro de Clarence descendió a la Reina a través de Eduardo IV. El escudo muestra las armas reales como fueron llevadas por Eduardo IV y su hermano Ricardo III, así como todos los Soberanos de las Casas de Lancaster y Tudor. |        |
| Halcón de los Plantagenet  |         | El halcón fue usado por primera vez por Eduardo III de la Casa de Plantagenet como su insignia. Descendió a Eduardo IV, quien lo tomó como su insignia personal, con el halcón de pie dentro de un candado abierto. Originalmente cerrado, se supone que el candado ligeramente abierto se refiere a la lucha que Eduardo IV tuvo para obtener el trono. |        |